# George Lillo
Pour les articles homonymes, voir Lillo.
George Lillo, né le 4 février 1693 à Londres où il est mort le 3 septembre 1739 est un auteur dramatique britannique. 
Sa pièce la plus célèbre, The London Merchant (en) (1731) ouvre la voie à un nouveau genre théâtral : le drame bourgeois.

## Œuvres
- Silvia, or The Country Burial (1730)
- The London Merchant (en) or the History of George Barnwell (1731)
- Britannia and Batavia (1734)
- The Christian Hero (1735)
- Fatal Curiosity (1737)
- Marina (1738)
- Elmerick, or Justice Triumphant (1740)